# 巨掌蜥属
巨掌蜥属（学名：Megachirella）为有鳞目的一个属，生存於大約2.4 億年前的三疊紀中期，化石發現於北意大利。

## 下属物种
本属包括以下物种：
- Megachirella wachtleri Renesto & Posenato, 2003[2]